# 1650년대
1650년대는 1650년부터 1659년까지를 가리킨다.
이 시기는 남명이 잘 버티던 마지막 시기였다.